# SPOJ
SPOJ (Sphere線上解題系統) 是一個線上解題系統，擁有超過315,000註冊的使用者和超過20,000個題目。題目來自社群或之前舉辦過的程式設計競賽。SPOJ允許進階使用者用他們自訂的規則舉辦比賽，並且有程式設計師的討論區，可討論如何解特定的題目。
部份網站內容來自英語，SPOJ也提供波兰语，葡萄牙語，越南语的內容。支援送出題目解答的程式語言，超過40種编程语言，其中包括冷門的語言。這個網站由波蘭公司的Sphere研究實驗室負責運行。
此網站被認為同時具有自動判斷使用者送出的程式，和幫助人們了解並解決計算相關工作的線上學習平台。它也允許學生去比較範例和多種語言的解題方法。

## 歷史
這套系統原本是創建來教育學生的線上解題系統。基本上，它聚焦於大學的學生和講師，以及廣大程式設計社群的會員，並影響演算法和程式競賽。

## 外部鍵結
- Official SPOJ website （页面存档备份，存于）